# Willy de Vos
Willem Hendrik (Willy) de Vos (Geervliet, 26 januari 1880 – 15 juli 1957) was een Nederlands voetballer die als aanvaller speelde.

## Interlandcarrière

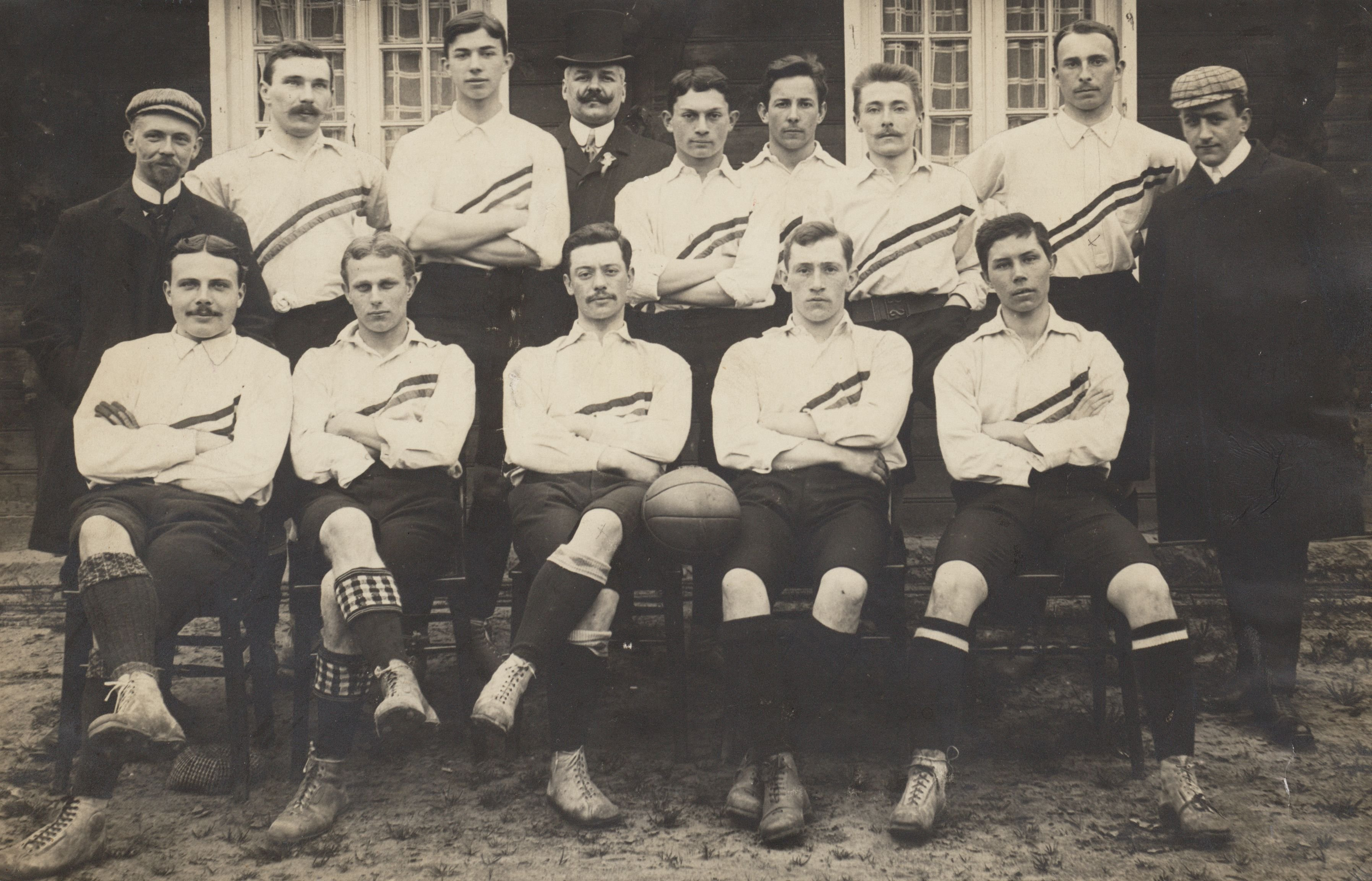
Willy de Vos (voorste rij, rechts) met het Nederlands elftal in 1905

Op 30 maart 1905 debuteerde De Vos voor Nederland in een wedstrijd om de Coupe Van den Abeele (ook "Het Koperen Dingetje" genoemd) tegen België (4-1 winst), wat de eerste officiële A-interland van het Nederlands elftal was. Hij speelde op 14 mei 1905 zijn tweede en tevens laatste interland, wederom tegen België en wederom in competitief verband: er werd op het Schuttersveld te Rotterdam gestreden om de Rotterdamsch Nieuwsblad Beker, waarbij Nederland opnieuw aan het langste eind trok, deze keer met 4-0.
| Interlands van Willy de Vos | Interlands van Willy de Vos | Interlands van Willy de Vos | Interlands van Willy de Vos | Interlands van Willy de Vos | Interlands van Willy de Vos |
| №                           | Datum                       | Wedstrijd                   | Uitslag                     | Competitie                  | Doelpunten                  |
| Als speler bij D.F.C.       | Als speler bij D.F.C.       | Als speler bij D.F.C.       | Als speler bij D.F.C.       | Als speler bij D.F.C.       | Als speler bij D.F.C.       |
| --------------------------- | --------------------------- | --------------------------- | --------------------------- | --------------------------- | --------------------------- |
| 1.                          | 30 maart 1905               | België – Nederland          | 1 – 4 (n.v.)                | Vriendschappelijk           | 0                           |
| 2.                          | 14 mei 1905                 | Nederland – België          | 4 – 0                       | Vriendschappelijk           | 0                           |